# Capitol Heights (Metro de Washington)
Capitol Heights es una estación subterránea en la línea Azul del Metro de Washington, administrada por la Autoridad de Tránsito del Área Metropolitana de Washington. La estación se encuentra localizada en 133 Central Avenue en Capitol Heights, Maryland. La estación Capitol Heights fue inaugurada el 22 de noviembre de 1980. 

## Descripción
La estación Capitol Heights cuenta con 1 plataforma central. La estación también cuenta con 372 de espacios de aparcamiento y 5 espacios para bicicletas con 0 casilleros.

## Conexiones
La estación cuenta con las siguientes conexiones de autobuses: 
- Rutas del MetroBus